# Рауль I (король Франції)
Рауль I або Рудольф I (890 — 15 січня 936, Осер) — герцог Бургундський (921—923) та король франків (923—936).

## Походження
Рауль походив із родини Бівінідів (Бозонідів), він був сином Річарда I Заступника та Аделаїди Бургунської, дочки Конрада II Бургунського, а також племінником Рудольфа I Бургунського, Карла II Лисого та Бозона III Провансальського. Рауль був єдиним французьким королем, не пов'язаним прямими сімейними зв'язками з однією з франкських королівських родин: Меровінгами, Каролінгами чи Робертинами. Втім, існує гіпотеза, що Рауль міг бути нащадком по чоловічій лінії Жерома (фр. Jérôme) — сина Карла Мартела від однієї з його коханок, і, таким чином, належав до однієї з бічних гілок Каролінгів.

## Проголошення Рауля королем
У 921 році Рауль успадкував від свого батька титули герцога Бургундського та графа Отенського. Надалі, 922 року, Рауль, як найближчий соратник короля Роберта I у війні проти Карла III Простакуватого, одружився з його дочкою Еммою Французькою, сестрою Гуго Великого.
Після того, як Роберт I загинув у битві під Суассоном 15 червня 923 року, деякі великі феодали королівства, не бажаючи повертати корону Карлу III, влаштували вибори нового короля. Гуго Великий відмовився від корони, оскільки вважав, що, залишивши свої графства, він може втратити вплив на феодальну знать. Після цього вибір баронів зупинився на Раулі, й 13 липня 923 року він був коронований у соборі Сен-Медар у Суассоні.

## Правління

### Перші роки (923—929)— заколот та війна з норманами

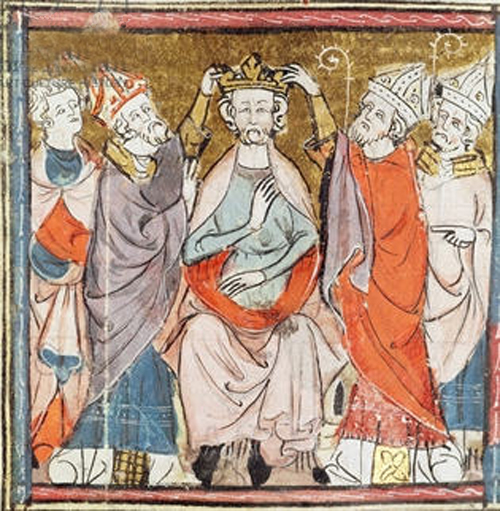
Коронація Рауля I

Протягом перших років свого правління Рауль, попри свої таланти, не міг домогтися єдності королівства та свого визнання в якоісті єдиного законного монарха могутніми васалами, особливо, з боку Герберта II де Вермандуа, який утримував у себе в полоні скинутого з трону Карла III Простакуватого з 17 липня 923 та, таким чином, міг впливати на Рауля, періодично погрожуючи звільнити Карла.
У 924 році Рауль I був втягнений у війну вздовж берегів Уази проти норманів під орудою Ролло, якого Карл Простакуватий закликав на допомогу перед тим, як потрапили в полон. Раулю вдалося відтиснути Ролло майже до Нормандії, після чого останній ініціював мирні перемовини, в результаті яких отримав певні територіальні поступки на півночі Франції навзамін обіцянки припинити набігі.
6 грудня 924 року в Шалмоні (фр. Chalmont), між Мії-ла-Форе та Барбізоном, війська Рауля нанесли жорстоку поразку іншому вождю вікінгів — Ронгвальду, якому, проте, вдалося відступити на північ із награбованим.
Влітку 925 Рауль зібрав велику армію проти норманів, які знову порушили мирну угоду. За допомогою Герберта II де Вермандуа та інших могутніх феодалів він отримав біля E велику перемогу, завдавши значних втрат ворогам. Але наступного, 926 року, нормани завдають важкої поразки королівському війську в битві біля Фокамбергу, в ході якою Рауль був важко поранений і змушеним шукати притулку в Лані. Переможці могли досхочу грабувати незахищені землі аж до Лотарингії.
Після смерті Роджера I, графа Лану, в 926 році, Герберт II де Вермандуа зажадав вакантний титул графа для свого старшого сина Еда. Він встановив свою владу над графством попри небажання Рауля, який урешті-решт змушений був погодитися, побоюючись, що Герберт II визволить свого бранця Карла III, якого він все ще утримував в Перонні. Ці побоювання зникли разом із смертю Карла 7 жовтня 929 року.

### Останні роки— централізація влади та зовнішні загрози (930—936)
У 930 році Рауль отримав омаж від Вільгельма I Довгого Меча, спадкоємця свого батька Ролло. За це Вільгельм отримав Котантен. Цього ж року Герберт II де Вермандуа захопив замок Вітрі-ан-Пертуа, що належав Бозону, молодшому братові Рауля. Останній об'єднався зі своїм зятем Гуго Великим для боротьби проти Герберта II. В 931 вони вторглися до Реймса й вигнали звідти архієпископа Реймського Гуго, брата Герберта II. Герберт змушений віддати їм Вітрі, Лан, Шато-Тьєррі та Суассон, але, отримавши допомогу з боку Генріха I Німецького (Птахолова), він спустошив області навколо Реймса та Лана. Врешті-решт, в обмін на покірність, Рауль повернув йому колишні володіння, окрім Реймса, Шато-Тьєррі та Лана.
У 935 році Рауль відбив атаку інших загарбників зі Сходу — угорців, які вторглися в Шампань та Бургундію. Після цього французьке королівство певний час могло дихати вільно від зовнішніх загроз.

## Смерть
15 січня 936 року король Рауль I, що хворів з осені 935 року, помер в Осері від тяжкої форми педикульозу (ураження всього тіла паразитами — вошами). Він похований в церкві абатства Сен-Колом (фр. Sainte-Colombe) біля Сану, де зараз можна побачити його саркофаг порожнім та покинутим.

## Спадок
Рауль не залишив по собі спадкоємця. Тому Бургунське герцогство успадкував його брат — Гуго Чорний. Що ж до французької корони, то її з рук Гуго Великого отримав Людовик IV Заморський. Останній, в свою чергу, затвердив за Гуго Великим титул герцога франків